# Neomochtherus lassenae
Neomochtherus lassenae är en tvåvingeart som beskrevs av Martin 1975. Neomochtherus lassenae ingår i släktet Neomochtherus och familjen rovflugor.
Artens utbredningsområde är Kalifornien. Inga underarter finns listade i Catalogue of Life.